# 漫湖

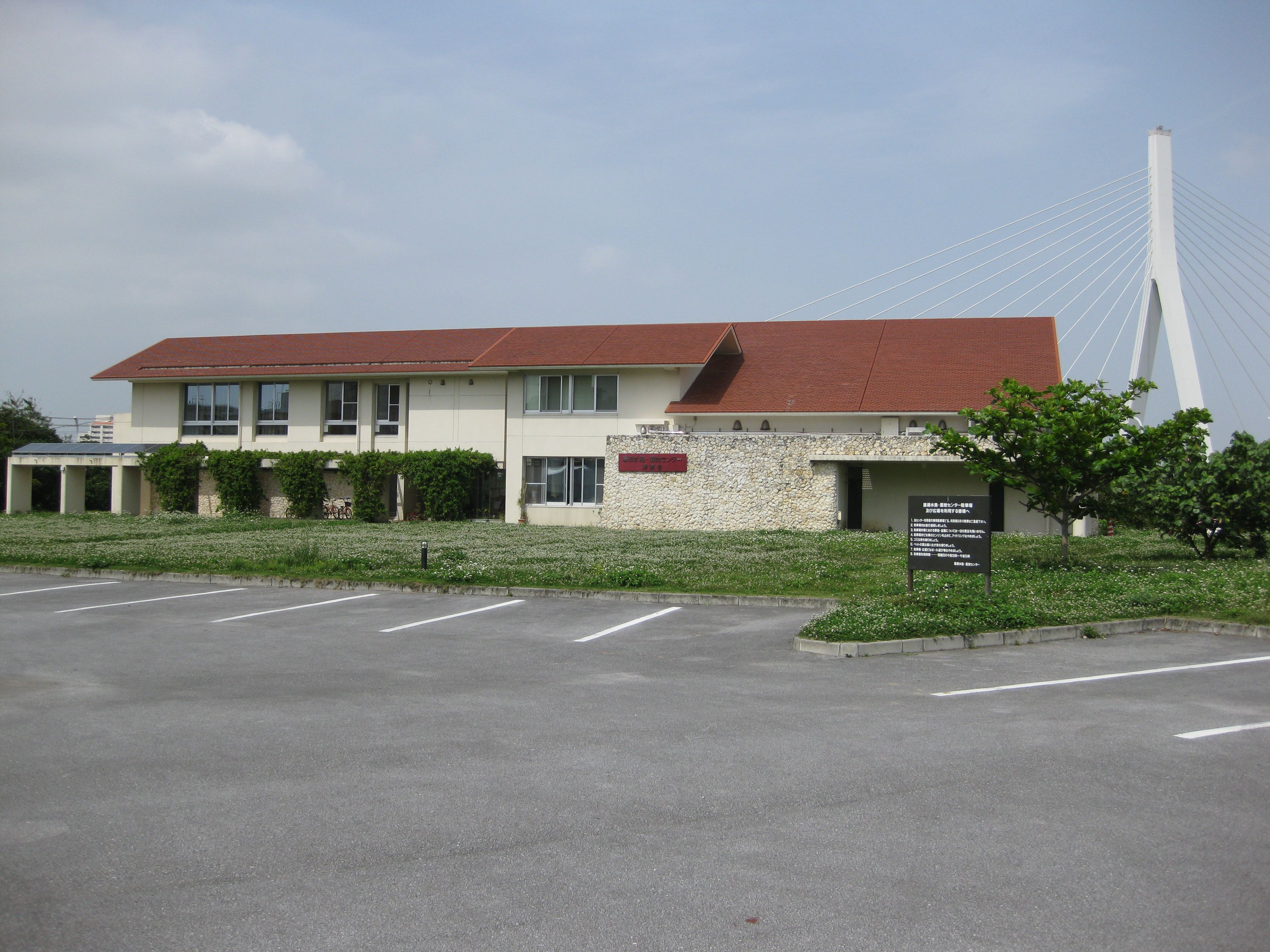
漫湖水鳥湿地センター

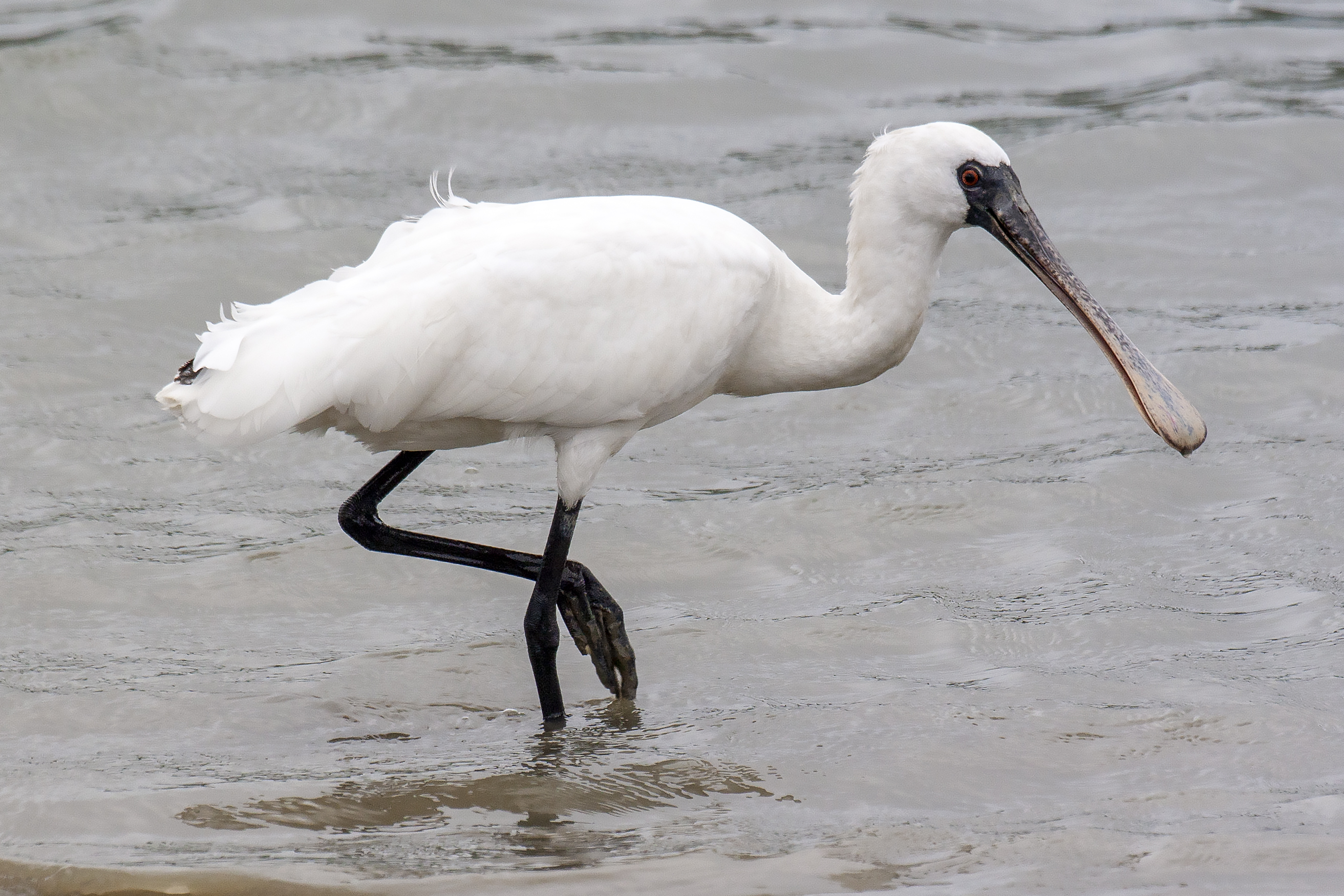
クロツラヘラサギ（幼鳥、漫湖にて）

漫湖（まんこ）は、沖縄県那覇市と豊見城市にまたがる干潟である。ラムサール条約、日本の重要湿地500に選定されている。近くに漫湖公園がある。

## 概要
漫湖は、那覇港に近い、国場川下流部、饒波川との合流部に位置し、那覇市街の南に位置する。県外の旅行者が那覇空港から那覇市街に向かう途中（国道58号の明治橋や沖縄都市モノレール線の奥武山公園駅 - 壺川駅間）で、この河口を横断する。その際、右側に漫湖を望むことができる。なお『漫“湖”』と書くが、湖ではなく干潟である。
名前について、かつて琉球王国の時代のこの地は干潟でなく満々と水をたたえた水辺であり、「大湖」（たいこ）と呼ばれていたが、1600年代半ばに琉球を訪れた中国の冊封使が沢山の水を湛えた風景に感銘を受け、「漫湖」と名付けた。湖から泥の広がる干潟へと変わっていったのは、1960年代からの埋め立ての影響である。

## 自然

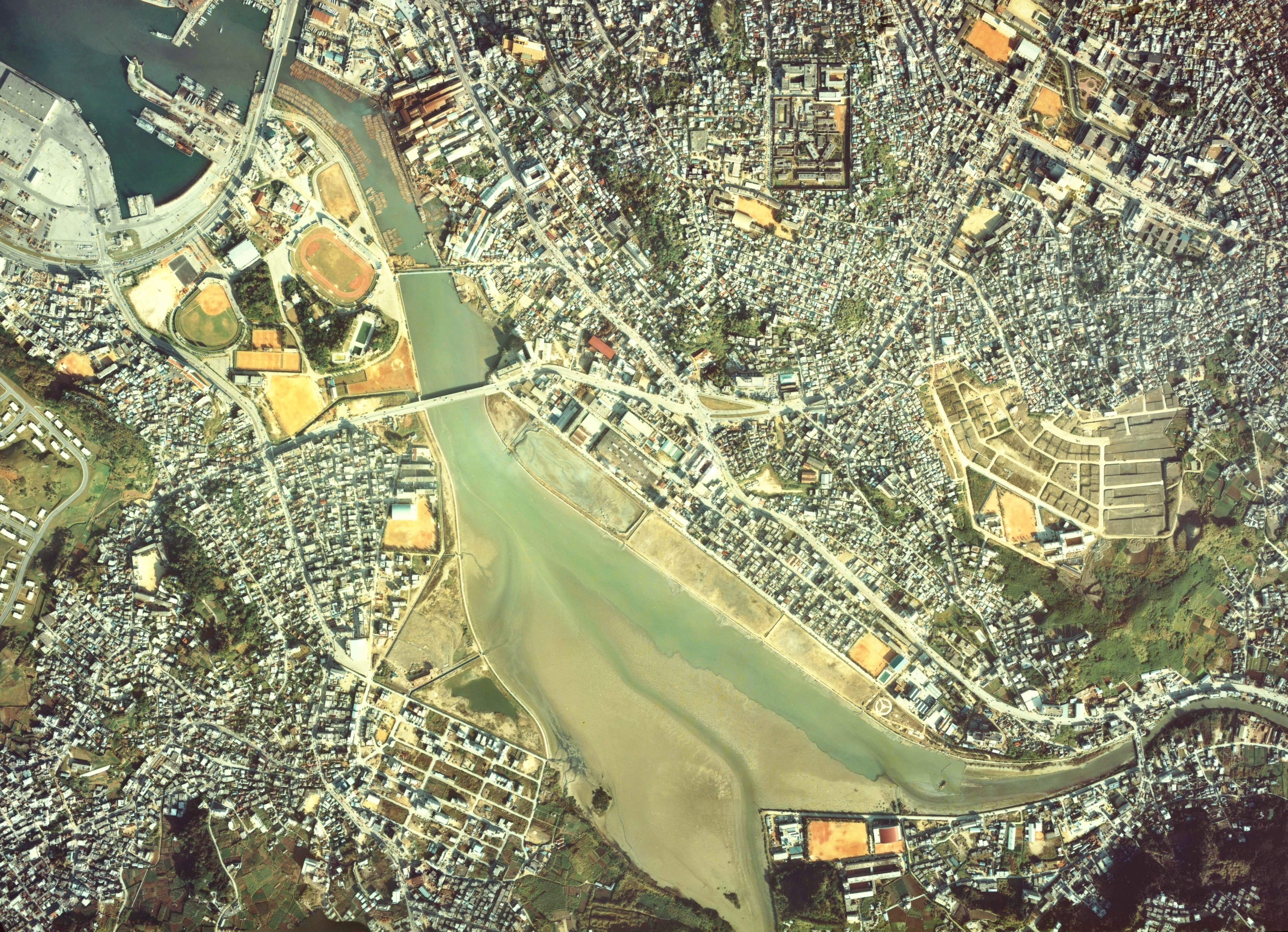
漫湖周辺の空中写真。1977年撮影の2枚を合成作成。
。

漫湖は、海面とほぼ同じ高さの汽水域である。1960年代からメヒルギ（マングローブ植物）の植樹などを通し、陸地化が進んでいる。ムナグロ、ハマシギ、ダイシャクシギ、ホウロクシギ、ズグロカモメなどのシギ・チドリ類の渡り鳥の中継地となっており、101種の鳥類が生息している。1977年（昭和52年）11月1日に国指定漫湖鳥獣保護区（集団渡来地）に指定されている（面積174ha、うち特別保護地区58ha）。また、1999年（平成11年）5月にはラムサール条約の登録湿地に登録された。冬の漫湖には、世界的にも希少な渡り鳥であるクロツラヘラサギが10個体程度休息する他、モモイロサギガイやオキシジミなどの貴重な貝類や稚魚、ゴカイなどの底生生物も生息している。生活排水の流入などによる漫湖の水質の悪化、土砂の堆積などが問題となっている。南西湖岸に漫湖水鳥湿地センターがあり、湿地の生物を間近に観察するための回廊が伸びている。
1990年代、市民ボランティア団体により、漫湖の湿地帯に大量のマングローブが植樹された。しかし、そのマングローブの固い根が漫湖の湿地を覆い尽くして陸地化し、漫湖の湿地帯域が大幅に減少してしまった。その後、漫湖を自然な状態に戻すために各機関がマングローブの除去を行なったが、除去しただけでは元の湿地帯、干潟に戻らないことが試験結果などから判明した。